# Machulince
Machulince (Hongaars: Maholány) is een Slowaakse gemeente in de regio Nitra, en maakt deel uit van het district Zlaté Moravce.
Machulince telt 1.051 inwoners.